# Laura Zapata
Laura Guadalupe Miranda Zapata (Cidade do México, 31 de julho de 1956) é uma atriz mexicana de ascendência espanhola e francesa. Ela atuou em várias produções da Televisa na maior parte de sua vida.

## Biografia
Ela é a filha de Guillermo Zapata, um pugilista mexicano de ascendência espanhola, e da empresária mexicana de ascendência francesa Yolanda Miranda Mange. Ela é a filha mais velha, sendo fruto do primeiro casamento de sua mãe. Passou a infância e adolescência sendo criada pelos avós maternos, visto que seu padrasto, que era viciado em álcool, não a aceitava em casa.
Laura Zapata é a irmã mais velha da cantora Thalía e de Ernestina Sodi, uma escritora. Laura foi a primeira da família a ganhar fama internacional, atuando em telenovelas, tais como Rosalinda, Pobre niña rica, Esmeralda e especialmente Rosa Selvagem, juntamente com Verónica Castro. Em Maria Mercedes, uma das primeiras telenovelas de Thalía, ela atuou como uma vilã contra a irmã. No mundo das telenovelas, ela é tão bem conhecida por seus papéis como antagonista. Foi neste papel que a atriz ficou consequentemente conhecida no Brasil, pela sua brilhante atuação na pele da vilã Malvina.
Em 2008, ela declarou que iria regressar a televisão no elenco da nova telenovela Cuidado con el ángel, produzida por Nathalie Lartilleux interpretando a vilã Ofélia.
Em 2010, regressou às telinhas na obra de Lucero Suárez, Zacatillo, un lugar en tu corazón, interpretando a vilã ambiciosa Miriam.
Laura se ausentou das novelas novamente e ficou 4 anos sem dar as caras, retornando apenas em 2014, fazendo a vilã Lorenza (Lorena), na novela de Maite Perroni, La gata.
Depois de 2 anos fora da televisão, voltou em 2017 interpretando (Bruna), a delegada da cidade de Loreto, na novela El bienamado.

## Vida pessoal
Curiosamente, ela se casou com o primo de suas meias-irmãs, por isto que ela é conhecida por Laura Zapata Sodi, seu antigo sobrenome de casada, no México. A atriz tem dois filhos: Cláudio e Patrício Zapata Sodi, frutos de seu casamento com seu ex-marido Juan Eduardo Sodi. É conhecido do grande público as brigas e dificuldade de relacionamento entre Ernestina e sua meia-irmã Thalía.
Em setembro de 2002, Laura e sua irmã Ernestina foram sequestradas e levadas para um local não especificado. As novidades do seu rapto foram manchetes em toda a América Latina e entre os canais de televisão de língua espanhola dos Estados Unidos. Thalia é casada com Tommy Mottola um bilionário do meio musical, de modo que foi especulado que os seus sequestradores iriam pedir uma grande soma de dinheiro. Em vez disso, Laura foi liberada 18 dias após seu sequestro, e sua irmã Ernestina foi liberada 34 dias depois.
Em janeiro de 2004, Laura mais uma vez fez manchetes; falando sobre uma suposta disputa entre ela e suas irmãs, acerca da intenção de fazer uma peça teatral baseada no rapto. Laura anunciou que irá colocar esse projeto em espera e concentrar-se em um outro, com um membro ex-menudo Johnny Lozada, mas a partir de 2005, baseado no seu sequestro ela estreou a peça, apesar das ameaças legais de Thalia. Ernestina também discordou de Laura e assim rompeu relações com Laura.
Nos Estados Unidos e do Canadá, versões de 22 de agosto de 2005 a edição da revista "Mira!", foi publicado um artigo alegando que o sequestro tinha sido planejado a partir de uma prisão no Peru. De acordo com os artigos, um traficante mexicano que está preso em Lima ordenou tudo por telefone, na localidade mexicana de Tiaxplana, para planejar o sequestro e definir um resgate no valor de 5 milhões de dólares pelas duas irmãs.

## Filmografia

### Televisão
| Ano  | Título                            | Personagem                          | Notas                 |
| ---- | --------------------------------- | ----------------------------------- | --------------------- |
| 1974 | Mundo de juguete                  | Aluna no colégio                    | Elenco de apoio       |
| 1977 | La venganza                       | Violeta                             |                       |
| 1977 | Acompáñame                        | Karla                               |                       |
| 1978 | Mamá Campanita                    | Irene                               | Protagonista          |
| 1980 | Juventud                          | Modesta                             | Protagonista          |
| 1984 | Los años felices                  | Flora                               | Vilã                  |
| 1987 | Rosa salvaje                      | Dulcina Linares Vda. de Robles      | Vilã                  |
| 1992 | María Mercedes                    | Malvina Morantes Vda. De del Olmo   | Vilã                  |
| 1995 | Pobre niña rica                   | Teresa García Mora de Villagrán     | Vilã                  |
| 1997 | Esmeralda                         | Fátima Linares Vda. de Peñarreal    | Vilã                  |
| 1998 | La usurpadora                     | Zoraida Zapata                      | Participação Especial |
| 1998 | Mucho gusto                       | Apresentadora                       |                       |
| 1999 | Rosalinda                         | Verónica del Castillo de Altamirano | Atuação Estrelar      |
| 2001 | Mujer bonita                      | Celia                               |                       |
| 2001 | La intrusa                        | Maximiliana Limantur de Roldán      | Vilã                  |
| 2005 | Soñar no cuesta Nada              | Roberta Pérez de Lizalde            | Vilã                  |
| 2008 | Cuidado con el ángel              | Onelia Montenegro Vda. de Mayer     | Vilã                  |
| 2010 | Zacatillo, un lugar en tu corazón | Doña Miriam Solórzano de Gálvez     | Vilã                  |
| 2011 | Protagonistas de novela           | Jueza                               |                       |
| 2013 | Todo incluido                     | Luz María González                  |                       |
| 2014 | La gata                           | Lorenza Negrete de Martínez         | Vilã                  |
| 2017 | El Bienamado                      | Bruna Mendoza                       |                       |
| 2021 | masterchef celebrity              | Participante                        | TV AZTECA             |

### Cinema
| Ano  | Título                    | Personagem             |
| ---- | ------------------------- | ---------------------- |
| 2012 | Marcelo                   | Sra. Martha            |
| 2002 | Cuatro piernas            | Sole                   |
| 1981 | La cosecha de mujeres     |                        |
| 1980 | Nuestro juramento         | Nancy                  |
| 1979 | La guerra de los pasteles | Azucena                |
| 1978 | Por amarte tanto          | Damiana                |
| 1978 | El patrullero 777         | Señorita en delegación |
| 1976 | Alas doradas              |                        |

## Teatro
| Ano  | Obra de teatro                  |
| ---- | ------------------------------- |
| 2016 | Celia, el musical               |
| 2015 | La llamada                      |
| 2012 | El efecto de los rayos gama II  |
| 2010 | No seré feliz pero tengo marido |
| 2009 | 12 mujeres en pugna             |
| 2008 | Vida por amor                   |
| 2005 | Cautiva                         |
| 2002 | La casa de Bernarda Alba        |
| 1982 | El efecto de los rayos gama I   |
| 1980 | Cabaret                         |
| 1977 | Papacito piernas largas         |

## Discografia
| Ano  | Álbum de estúdio |
| ---- | ---------------- |
| 1993 | Te Propongo      |

## Prêmios e Indicações

### Prêmio TVyNovelas
| Ano  | Categoria                | Telenovela     | Resultado |
| ---- | ------------------------ | -------------- | --------- |
| 1988 | Melhor atriz antagonista | Rosa Selvagem  | Venceu    |
| 1993 | Melhor atriz antagonista | Maria Mercedes | Venceu    |
| 1998 | Melhor atriz antagonista | Esmeralda      | Indicado  |
| 2011 | Melhor atriz principal   | Zacatillo      | Indicado  |

### Prêmios People em Espanhol
| Ano  | Categoria          | Telenovela           | Resultado |
| ---- | ------------------ | -------------------- | --------- |
| 2009 | Melhor vilão/vilão | Cuidado con el ángel | Indicado  |

### Prêmios daAgrupación de Periodistas Teatrales (APT)
| Ano  | Categoria                          | Obra de Teatro      | Resultado |
| ---- | ---------------------------------- | ------------------- | --------- |
| 2010 | Prêmio Silvia Pinal à Melhor atriz | 12 Mujeres en Pugna | Venceu    |

### Prêmios daAsociación de Cronistas y Periodistas Teatrales (ACPT)
| Ano  | Categoria                | Obra de Teatro                   | Resultado |
| ---- | ------------------------ | -------------------------------- | --------- |
| 2010 | Melhor atriz de monólogo | No seré feliz, pero tengo marido | Venceu    |
| 2012 | Melhor atriz de teatro   | El efecto de los rayos gamma     | Venceu    |